# Franciszek Jaszczołd
Franciszek Jaszczołd (ur. 1806 w Siemiatyczach, zm. 6 września 1873 w Kobylanach) – polski architekt tworzący na Podlasiu i Polesiu. Specjalizował się w stylistyce neogotyckiej. Syn architekta Wojciecha Jaszczołda.
Wykształcenie zdobył, uczęszczając na kurs architektury Uniwersytetu Warszawskiego.
Nagrobek Franciszka Jaszczołda zachował się na cmentarzu w Kobylanach.

## Wybrane prace
- Przebudowa pałacu w Konstantynowie
- Pałac Pusłowskich wraz z ogrodem w Mereczowszczyźnie – 1838 (wspólnie z Władysławem Marconim)
- Pałac i park w Wistyczach koło Brześcia
- Pałac i park w Kowerdziakach
- Pałac, studnia i park w Korczewie, później przebudowywany
- Pałac i park w Roskoszy
- Pałac i park w Patrykozach
- Pałac i park w Neplach
- Kaplica dworska Orzeszków w miejscowości Zakoziel, 1839
- Projekt pomnika Feliksa Tykla na cmentarzu w Żychlinie wykonany przez braci Evans – 1848

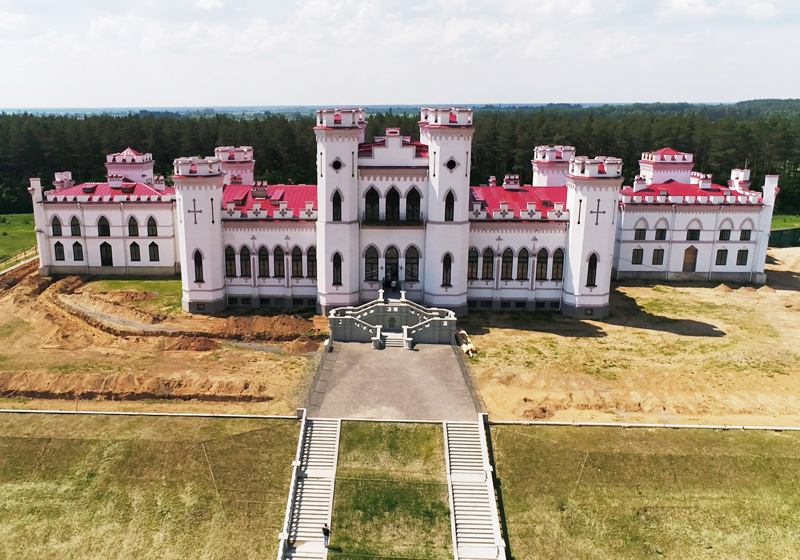
Pałac Pusłowskich w Kosowie
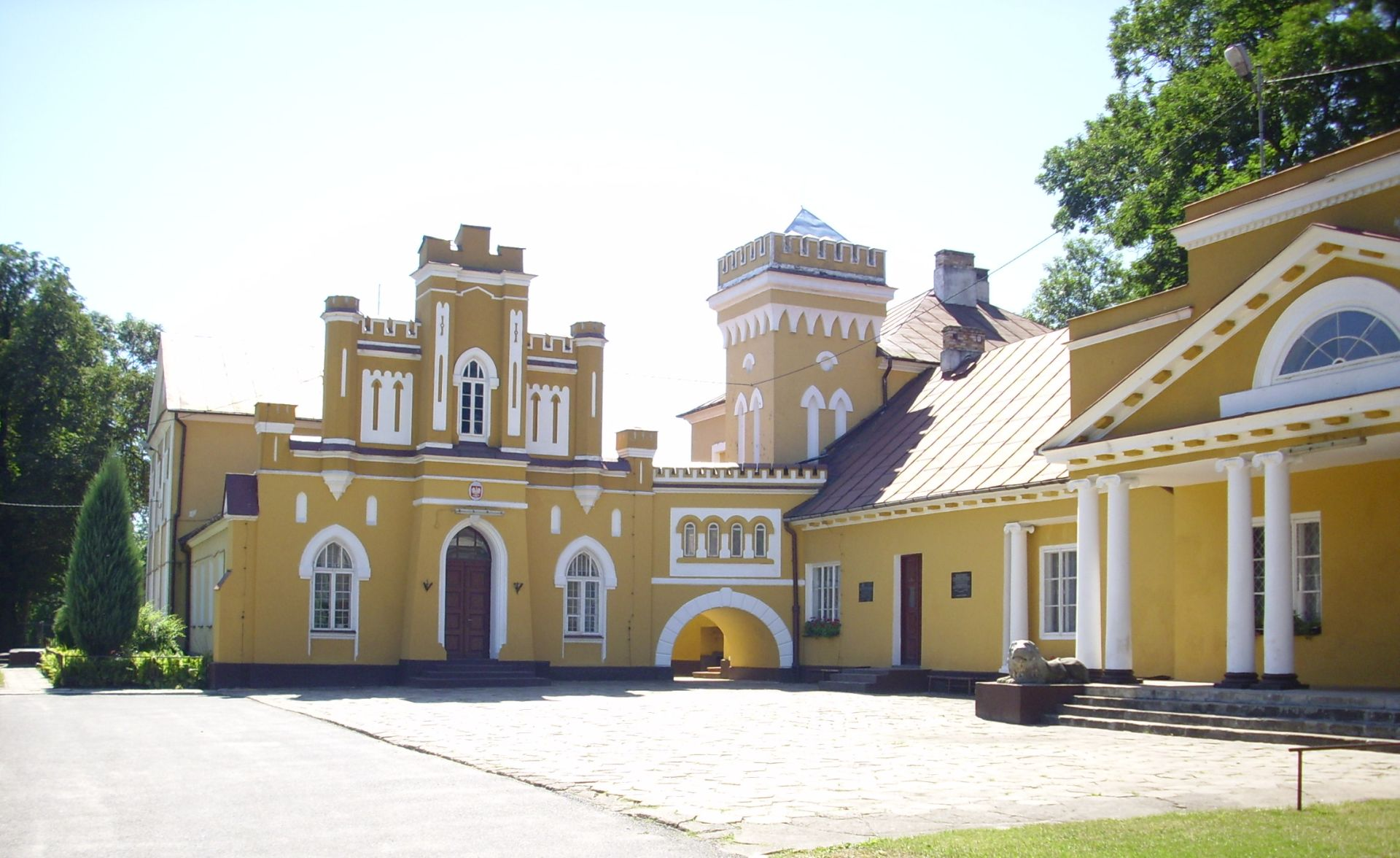
Pałac w Konstantynowie – przebudowany według projektu Franciszka Jaszczołda
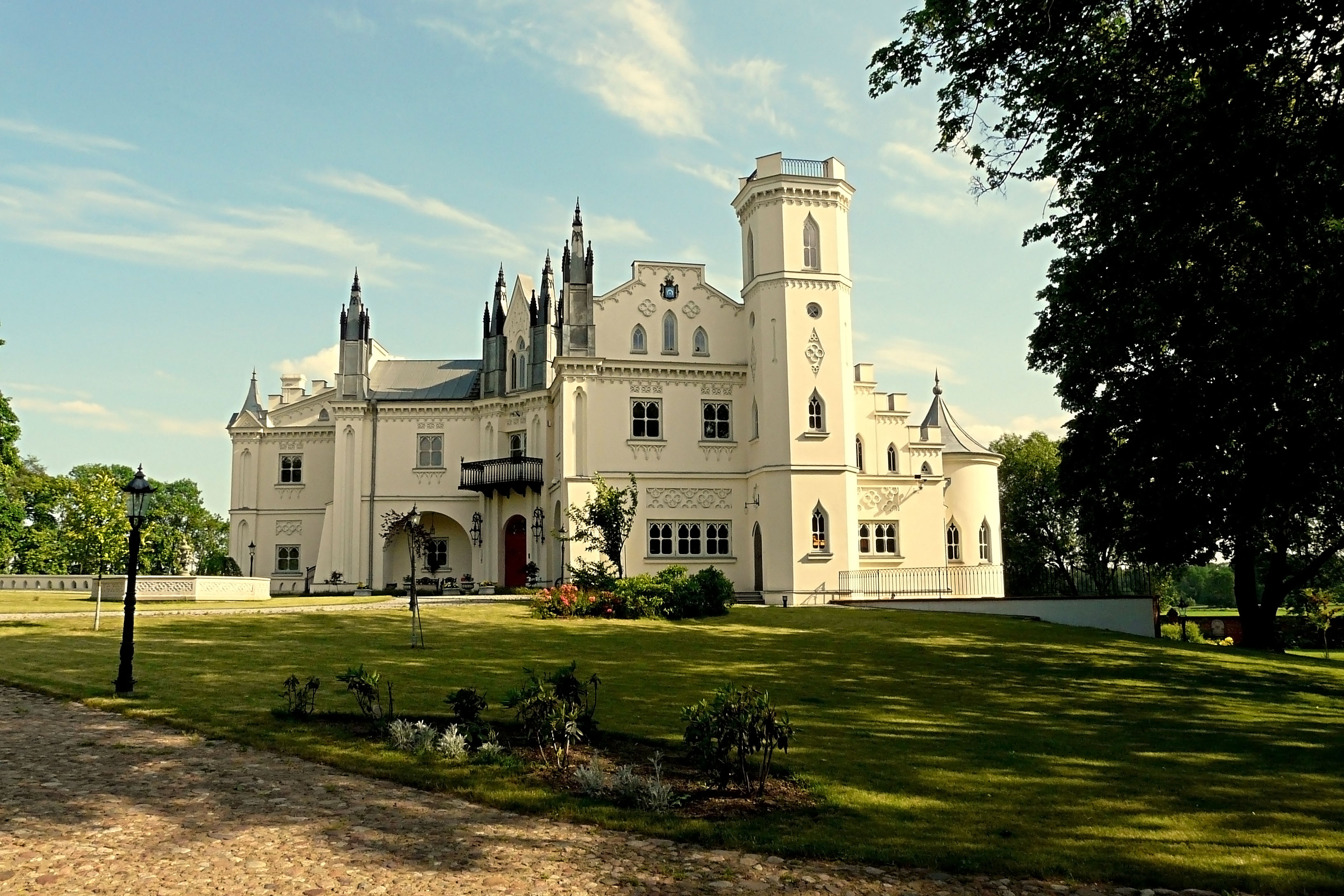
Pałac w Patrykozach
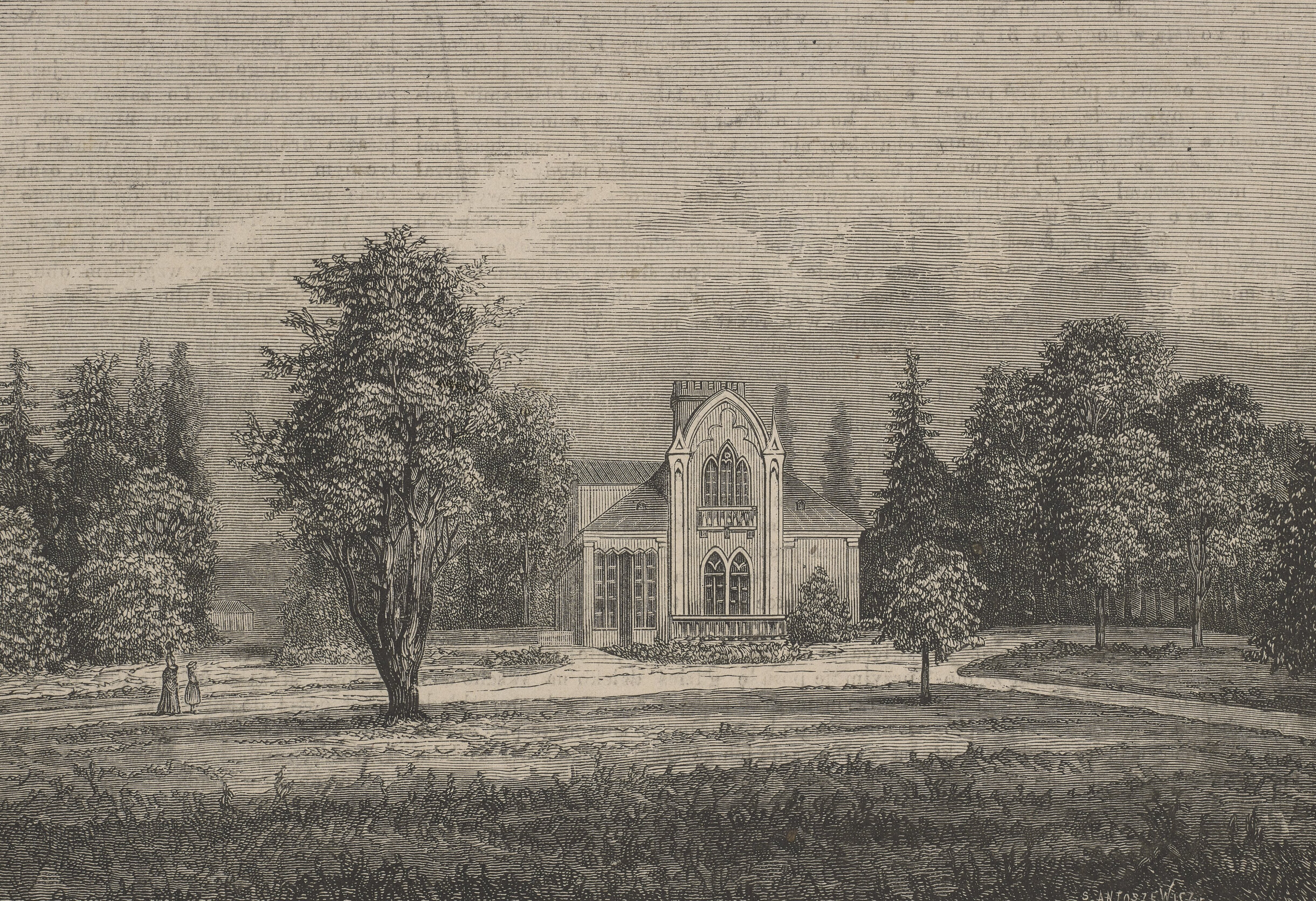
Pałac w Roskoszy
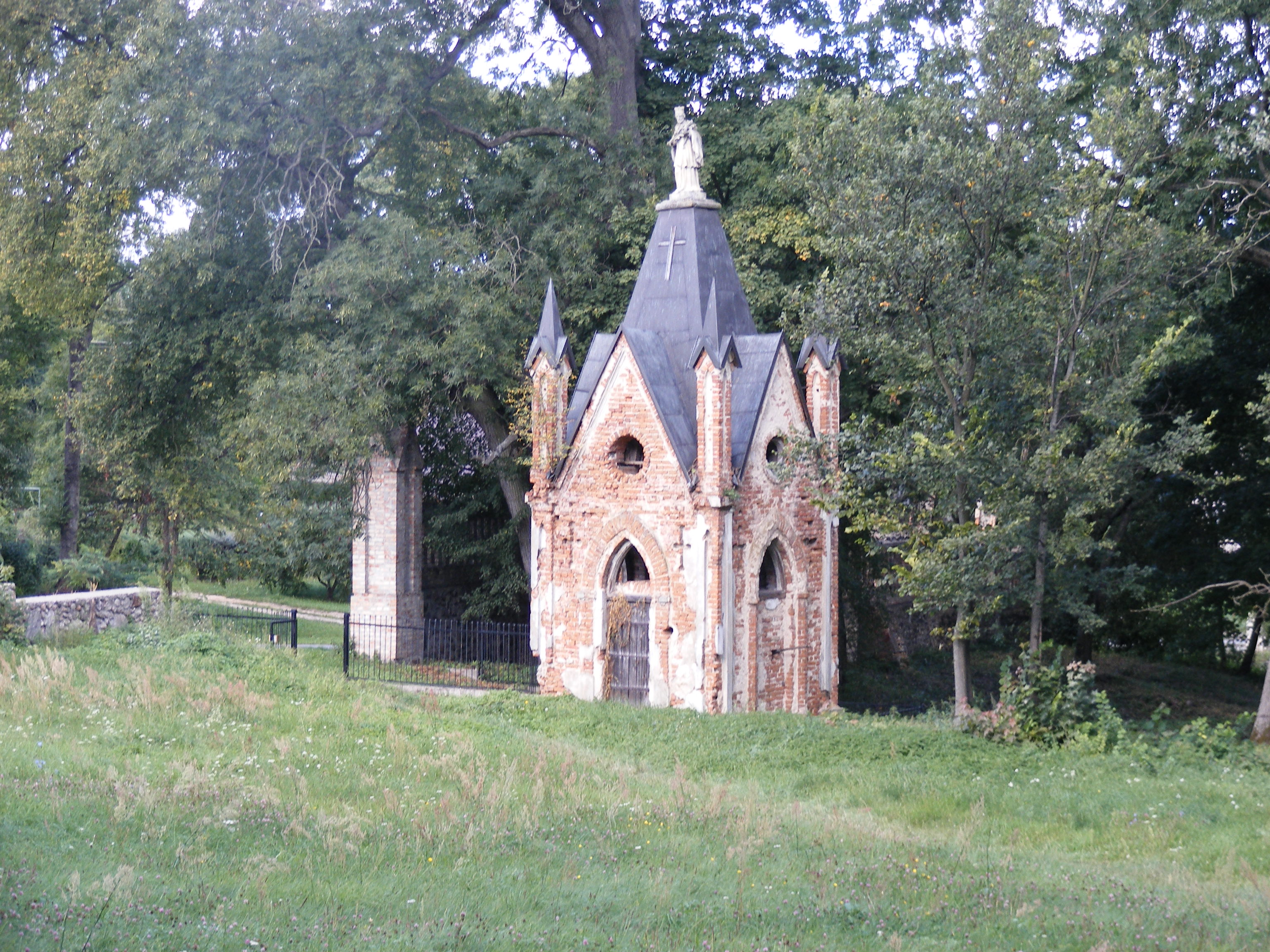
Korczew - osłona studni-źródełka przypałacowego
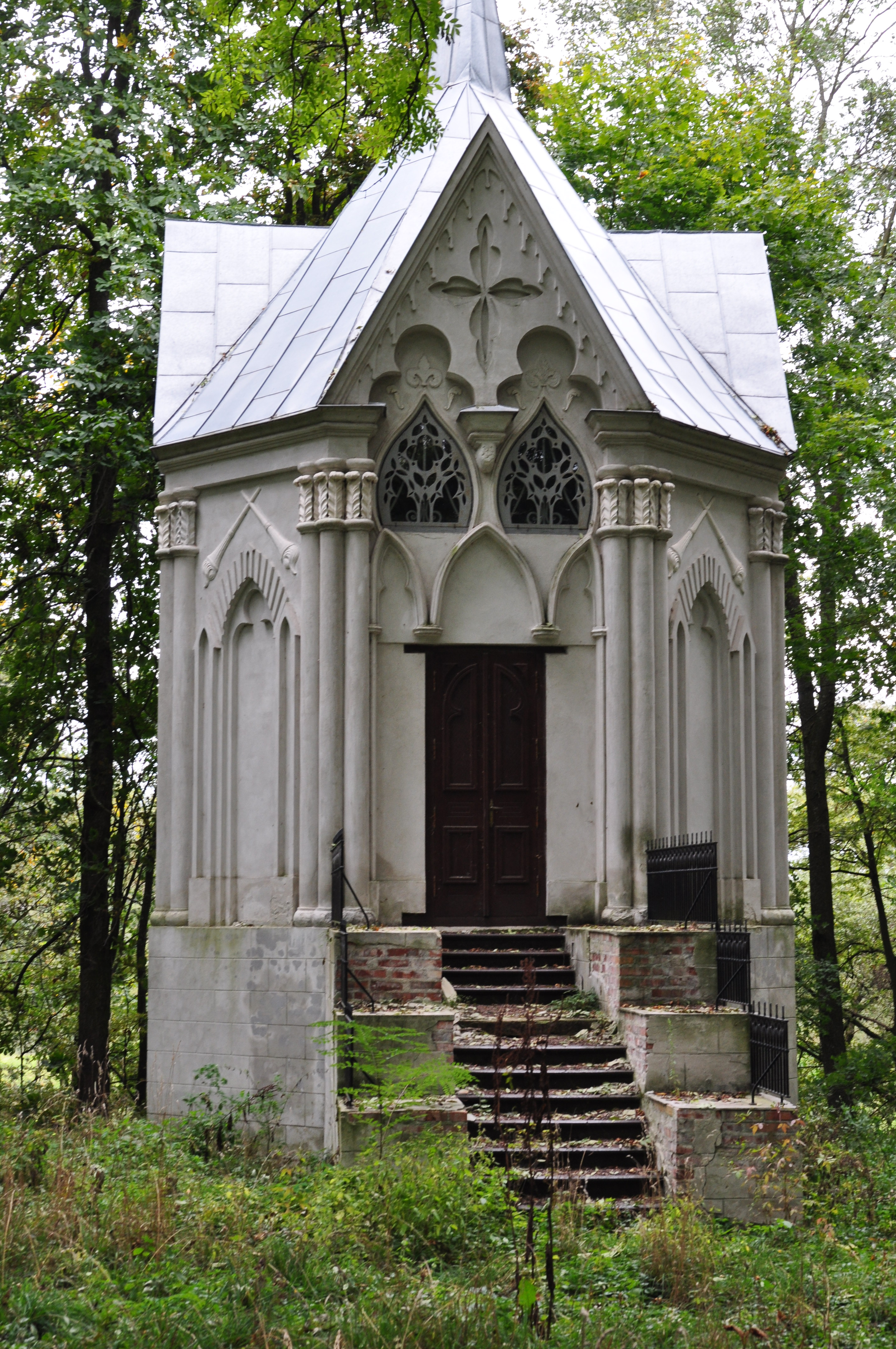
Neple - kaplica dworska
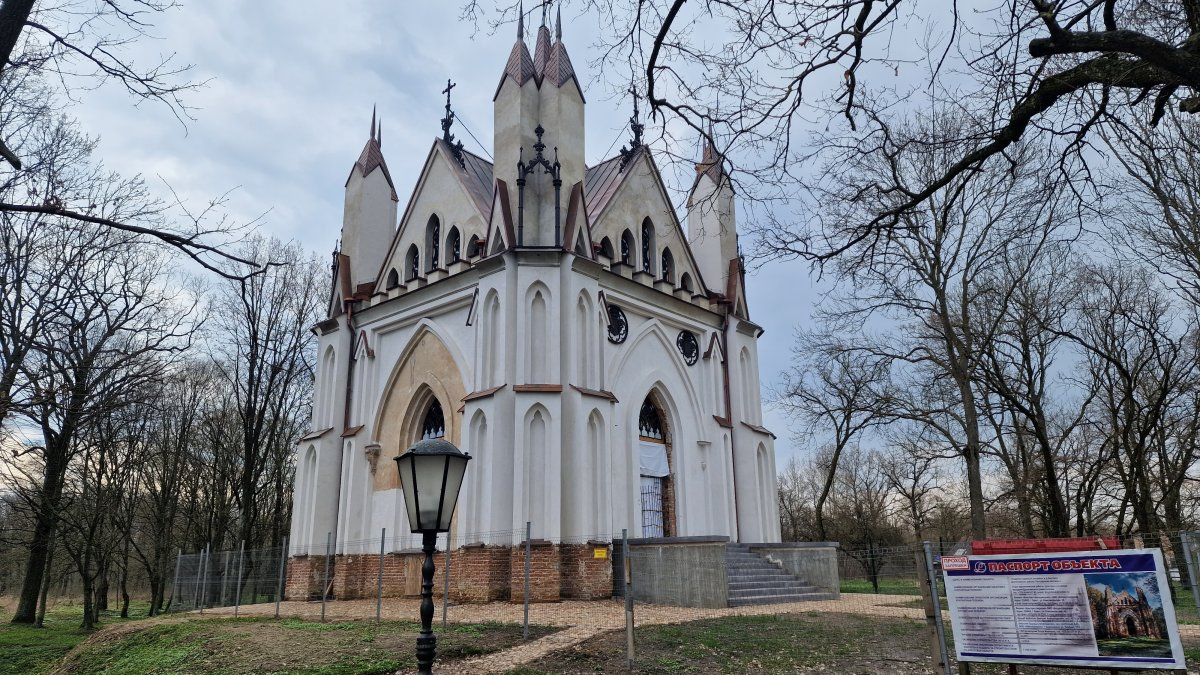
Zakoziel - kaplica Orzeszków